# Riccardo Gay
Riccardo Gay, nome completo Stage by Riccard Gay Model Management, è stata un'agenzia di moda italiana con sede a Milano.

## Storia
Fondata nei primi anni sessanta da Riccardo Gay, l'agenzia è diventata negli anni una consolidata realtà non soltanto nel settore della moda, ma anche in quello del cinema e dello spettacolo, rappresentando, fra gli altri, personaggi come Monica Bellucci, Carla Bruni, Martina Colombari, Naomi Campbell, Carol Alt, Kate Moss, Eva Herzigová, Mariacarla Boscono, Roberta Potrich, Valeria Mazza, Carolyn Murphy, Samantha De Grenet, Hoara Borselli, Michelle Hunziker, Federica Fontana, Alessia Fabiani, Benedetta Massola, Megan Gale, Gloria Bellicchi e Greta Cavazzoni, nonché personaggi maschili quali Raz Degan e Markus Schenkenberg.
Oltre che l'attività di rappresentanza delle modelle, l'agenzia negli anni ha organizzato eventi come calendari, concorsi di bellezza e sponsorizzazioni.
Inoltre la Riccardo Gay ha stretto collaborazioni con altre aziende come la Italjet per la realizzazione dello scooter Torpedo, con la Chronostar per la realizzazione dell'orologio MoDe e con le case automobilistiche Chrysler e Alfa Romeo.